# Carlo Cozio

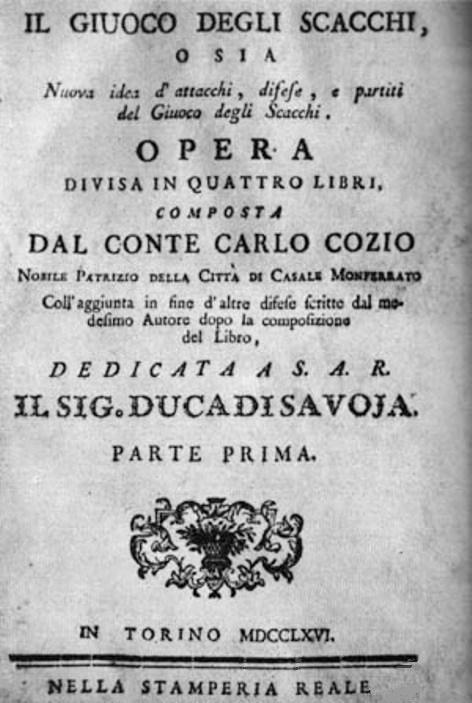
Algo de un libro de este tipo.

Carlo Cozio, conde de Montiglio y Salabue (c. 1715-c. 1780) fue un jugador de ajedrez italiano. Se le recuerda por su libro Il Giuoco degli Scacchi o sia Nuova idea di attacchi, difese e partiti del Giuoco degli Scacchi (Turín: Stamperia Reale, 1766) y, como teórico del juego, por desarrollar la denominada Defensa Cozio, 1.e4 e5 2.Cf3 Cc6 3.Ab5 Cge7 dentro de la Apertura Española.